# Neoscona adianta
Neoscona adianta là một loài nhện trong họ Araneidae. Loài này phân bố miền Cổ bắc.
Bụng có màu nâu đến đỏ đánh dấu bởi một loạt các tam giác trắng hoặc kem có rìa đen. Con cái có thân dài (trừ chân) 9 mm, con đực nhỏ hơn. Lưới được xây trên đầu hoa.